# Чёллеи, Лукаш
Лу́каш Чёллеи (словац. Lukaš Csölley; 18 июня 1990, Братислава, Чехословакия) — словацкий фигурист, выступавший в танцах на льду. В паре с Луцией Мысливечковой становился участником Олимпийских игр (2018), двукратным чемпионом Словакии (2017, 2018) и бронзовым призёром международного Кубка Варшавы (2016).
Лукаш встал на коньки в пять лет, с шестнадцати занимается танцами на льду. Его первой партнёршей была Никола Вишнёва, они трижды побеждали на чемпионате Словакии (2009—2011). Затем катался с Федерикой Тестой, с которой стал участником чемпионатов мира и Европы, победителем турниров серии Челленджер и четырёхкратным чемпионом Словакии (2012, 2014—2016). В 2016 году Теста завершила карьеру, после чего Чёллеи на протяжении двух сезонов выступал с Луцией Мысливечковой.
Чёллеи и Теста уделяли большое внимание презентации программ. Стиль их катания, прежде всего, характеризовался творческим раскрытием и интерпретацией образов.

## Карьера

### Первое партнёрство
Лукаш Чёллеи родился 18 июня 1990 года в Братиславе, Чехословакия. Впервые встал на коньки в возрасте пяти лет. До шестнадцати лет занимался одиночным катанием, после чего сменил дисциплину и перешёл в танцы на льду. Его первой партнёршей по танцам стала уроженка города Брно Никола Вишнёва, с которой на протяжении пяти сезонов представлял Словакию на международных соревнованиях.
Чёллеи и Вишнёва за период совместных выступлений стали пятикратными чемпионами Словакии — дважды выиграли в юниорском разряде и одержали три победы по взрослым. В 2010 и 2011 году добились права участия на чемпионате Европы, оба раза не сумев пройти в финальную часть турнира — произвольный танец. 
На чемпионате мира среди юниоров 2011 продемонстрировали резкий прогресс по сравнению с прошлогодним результатом. В минувшем сезоне словацкие танцоры заняли на юниорском чемпионате мира лишь девятнадцатое место, тогда как по итогам соревнований в Южной Корее стали пятыми. В основную часть турнира они прошли через квалификацию, в которой стали вторыми вслед за Габриэлой Пападакис и Гиймом Сизероном из Франции. По итогам всех исполненных программ, Лукаш и Никола оказались выше французов, которые впоследствии стали мировыми лидерами в танцевальной дисциплине.

### Финал чемпионата мира
Несмотря на улучшение результатов Чёллеи и Вишнёва, тренировавшиеся в Италии у Роберто Пелиццолы, прекратили сотрудничество, поскольку не видели совместных перспектив. Параллельно с этим без партнёра осталась итальянка Федерика Теста. После неудачной попытки организовать пару в Финляндии, она вернулась в Италию, где Пелицолла предложил ей и Чёллеи начать кататься вместе. Новообразованный дуэт принял решение выступать за страну партнёра — Словакию. Пелицолла и Паола Меццадри выступили в качестве наставников словацкой пары.
В дебютном сезоне Федерика и Лукаш стали чемпионами Словакии 2012. На международном Кубке Баварии они с запасом получили необходимые баллы технического минимума, что позволило Лукашу впервые в карьере выступить на чемпионате мира, которой танцоры завершили на стадии квалификации, не сумев пробиться в основную часть турнира, но произвели хорошее впечатление на зрителей и судей. Чемпионат Европы 2013 завершили на семнадцатом место, вплотную приблизившись к поставленной перед турниром цели — попасть в пятнадцать лучших.
Танцоры имели шансы выступить на Олимпийских играх в Сочи. Отбор на которые проходил по результатам двух турниров: чемпионата мира 2013, где словаки не смогли оказать конкуренцию за получение путёвки, и Nebelhorn Trophy 2013. На Nebelhorn Trophy они остановились в шаге от прямой квалификации на Игры, уступив последней отобравшейся паре менее одного балла. Лукаш и партнёрша заняли место первых запасных, но у них так и не появилась возможность по замене выступить на Олимпиаде, ни одна отобравшаяся танцевальная пара не снялась с соревнований.
На чемпионате мира 2015 в Шанхае словаки впервые преодолели барьер короткого танца и вышли в финальный сегмент, расположившись на пятнадцатом месте. После шанхайского чемпионата мира они вернулись в Китай для участия в Cup of China 2015, финишировав с четвёртой суммой баллов партнёры добились лучшего результата среди словацких фигуристов на соревнованиях Гран-при. Последним стартом в совместной карьере Чёллеи и Тесты оказался чемпионат мира 2016, после которого пара ушла на подготовку к новому сезону. В мае они начали работать над новыми программами, а уже летом Теста из-за отсутствия сил и мотивации завершила спортивную карьеру.

### Олимпийские игры
Новой партнёршей Лукаша стала ещё одна иностранка — Луция Мысливечкова из Чехии. Первый совместный турнир фигуристы провели на домашней арене в рамках Мемориала Непелы, расположившись на восьмом месте. На Кубке Варшавы, входившего в серию Челленджер, заняли третье место. В ранге чемпионов Словакии 2017 они отправились на чемпионат Европы, а позже интернациональный дуэт Чёллеи и Мысливечковой был вынужден пропустить чемпионат мира, являвшейся отборочным на Олимпийские игры, из-за травмы плеча у партнёрши.
Вторым квалификационным турниром на Игры стал Nebelhorn Trophy 2017, на котором словаки завоевали прямую олимпийскую путёвку. После успешной квалификации Мысливечкова получила гражданство Словакии, благодаря чему пара смогла выступить на Олимпиаде в Южной Корее, где прошла в финальную стадию соревнований. Чемпионат мира 2018 в Милане стал последним выступлением партнёров, на фоне продолжающихся проблем с плечом у Луции, они не попали в произвольный танец. После окончания чемпионата Мысливечкова завершила карьеру фигуристки. Лукаш не объявлял об уходе из спорта, но более не появлялся на соревновательном льду. Он принял предложение Барбары Фузар-Поли и Роберто Пелиццолы, и присоединился к их тренерской команде в качестве одного из наставников.

## Результаты

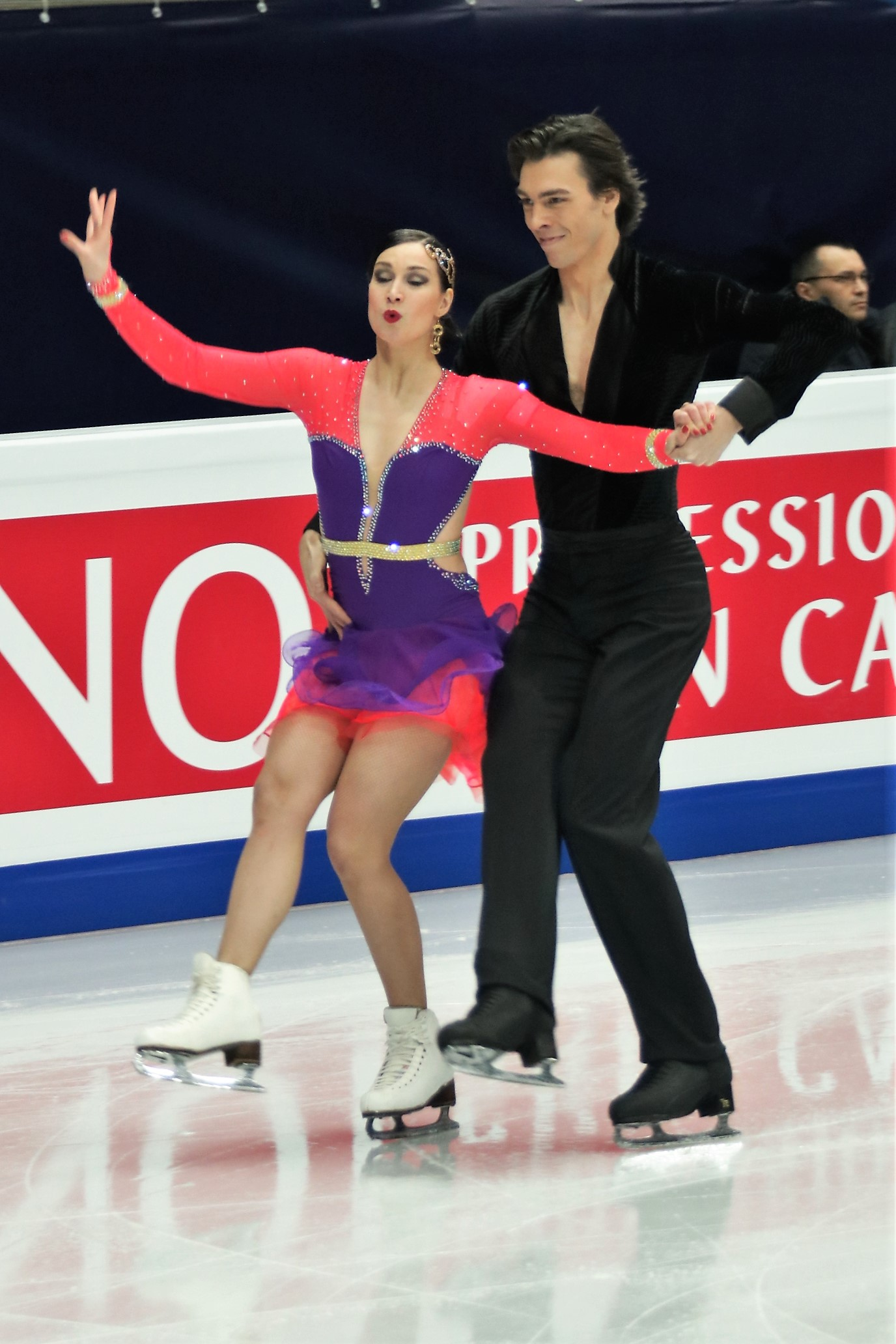
Лукаш Чёллеи в паре с Луцией Мысливечковой на чемпионате Европы (2018)

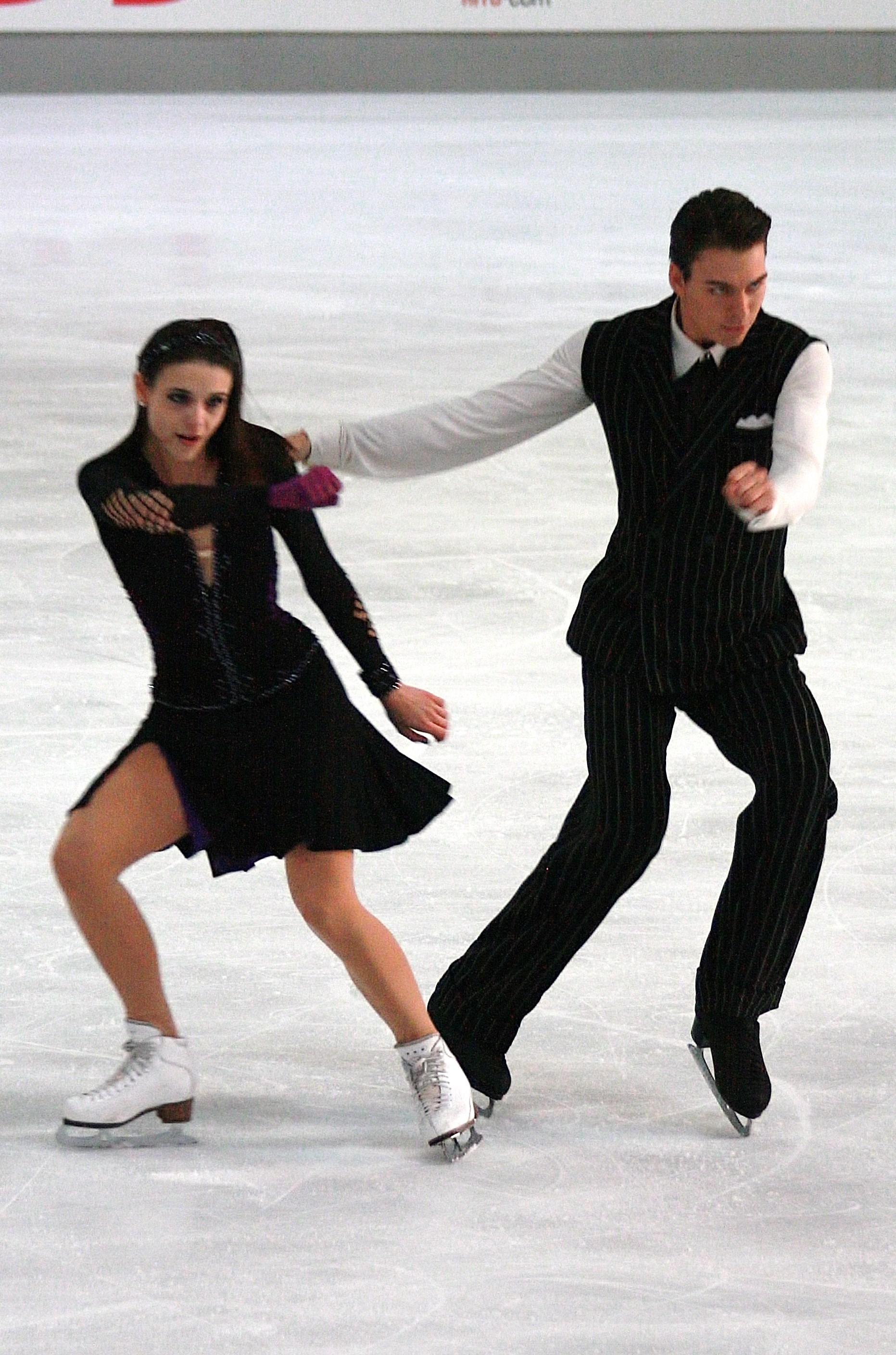
Тесте и Чёллеи на отборе Nebelhorn Trophy не хватило одного балла для попадания на Олимпийские игры

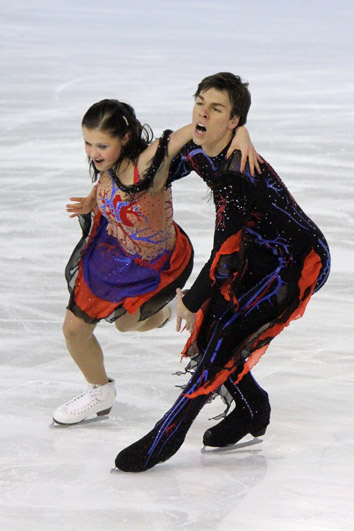
Лукаш Чёллеи выступает с Николой Вишнёвой (2010)

| Результаты в паре с Луцией Мысливечковой |       |       |
| Соревнования                             | 16/17 | 17/18 |
| Международные                            |       |       |
| Олимпийские игры                         |       | 20    |
| Чемпионат мира                           |       | 25    |
| Чемпионат Европы                         | 16    | 17    |
| Челленджер. Lombardia Trophy             |       | 7     |
| Челленджер. Nebelhorn Trophy             |       | 6     |
| Челленджер. Warsaw Cup                   | 3     |       |
| Челленджер. Мемориал Непелы              | 8     |       |
| Международный кубок Ниццы                | 8     |       |
| Volvo Open Cup                           | 1     |       |
| Национальные                             |       |       |
| Чемпионат Словакии                       | 1     | 1     |

| Результаты выступлений Лукаша Чёллеи и Федерики Тесты |       |       |       |       |       |
| Соревнования                                          | 11/12 | 12/13 | 13/14 | 14/15 | 15/16 |
| Международные                                         |       |       |       |       |       |
| Чемпионат мира                                        | 27    | 26    | 23    | 15    | 14    |
| Чемпионат Европы                                      |       | 17    | 12    | 8     | 8     |
| Гран-при. Cup of China                                |       |       |       |       | 4     |
| Гран-при. Skate America                               |       |       |       | 7     |       |
| Челленджер. Tallinn Trophy                            |       |       |       |       | 2     |
| Челленджер. Мемориал Непелы                           |       |       |       | 3     | 4     |
| Челленджер. Volvo Open Cup                            |       |       |       | 1     |       |
| Челленджер. Warsaw Cup                                |       |       |       | 1     |       |
| Универсиада                                           |       |       | 4     | 3     |       |
| Nebelhorn Trophy                                      |       |       | 9     |       |       |
| Volvo Open Cup                                        |       |       | 4     |       |       |
| Мемориал Непелы                                       |       | 6     | 4     |       |       |
| Icechallenge                                          |       | 9     |       |       |       |
| Золотой конёк Загреба                                 |       | 8     |       |       |       |
| Pavel Roman Memorial                                  |       | 5     |       |       |       |
| Crystal Skate of Romania                              |       | 4     |       |       |       |
| New Year's Cup                                        |       | 2     |       |       |       |
| Bavarian Open                                         | 6     |       |       |       |       |
| Национальные                                          |       |       |       |       |       |
| Чемпионат Словакии                                    | 1     |       | 1     | 1     | 1     |

| Результаты выступлений Лукаша Чёллеи и Николы Вишнёвой |       |       |       |       |       |
| Соревнования                                           | 06/07 | 07/08 | 08/09 | 09/10 | 10/11 |
| Международные                                          |       |       |       |       |       |
| Чемпионат Европы                                       |       |       |       | 20    | 22    |
| Золотой конёк Загреба                                  |       |       |       |       | 9     |
| Мемориал Павела Романа                                 |       |       |       |       | 2     |
| Мемориал Ондрея Непелы                                 |       |       | 6     |       |       |
| Международные среди юниоров                            |       |       |       |       |       |
| Чемпионат мира                                         | 19    | 17    | 17    | 19    | 5     |
| Гран-при. Франция                                      |       |       | 15    |       |       |
| Гран-при. Великобритания                               |       |       | 11    |       |       |
| Гран-при. Турция                                       |       |       |       | 8     |       |
| Гран-при. Германия                                     |       | 8     |       | 14    |       |
| Гран-при. Австрия                                      |       | 13    |       |       | 10    |
| Гран-при. Чехия                                        | 14    |       |       |       | 7     |
| Гран-при. Венгрия                                      | 13    |       |       |       |       |
| Mont Blanc Trophy                                      |       |       |       |       | 3     |
| Мемориал Павела Романа                                 |       |       | 4     |       |       |
| Национальные                                           |       |       |       |       |       |
| Чемпионат Словакии                                     |       |       | 1     | 1     | 1     |
| ЧС среди юниоров                                       | 1     | 1     |       |       |       |